# Clube Atlético Mineiro (futebol feminino)
O Atlético Mineiro Feminino é a equipe de futebol feminino do Clube Atlético Mineiro, clube multiesportivo brasileiro da cidade de Belo Horizonte.

## História
Em 10 de maio de 1959, a primeira partida de futebol feminino do Atletico acontecia. O país proibia competições oficiais entre mulheres, por tanto o jogo festivo entre Atlético-MG e América-MG no Horto chamava a atenção do público, com atletas chegando de avião e tudo. A ideia foi do então presidente do Araguari, Ney Montes que decidiu fazer uma peneira no Triângulo Mineiro, e chegar a atenção para os eventos. Com públicos de mais de 20 mil pessoas, a ideia de certo, porém, quando as atletas planejavam seus documentos para ir a uma excursão ao México, o Conselho Nacional de Desportos e o Ministério da Educação e Cultura vetaram a viagem e encerraram as atividades da equipe, proibindo-as inclusive de fazer seus jogos festivos.
Em 1983, a equipe funda oficialmente uma equipe para participar da edição do Campeonato Mineiro que qualificava o campeão para a antiga Taça Brasil. Entre indas e vindas, foi retomado em 2019 atendendo às exigências da CBF.
Somente em 2005, o futebol feminino mineiro passou a ser consistente, dando oportunidade para que os time locais desenvolvessem suas equipes. Com isso, as Vingadoras retornam ao estadual, sendo 3ᵒ lugar no primeiro ano e campeãs no ano segundo. Entre 2009 e 2012, uma hegemonia mineira, 4 títulos estaduais.
Assim como alguns outros clubes como Santos e Cruzeiro, o Atlético-MG encerra suas atividades no futebol feminino por volta de 2013, e retoma com a exigência da Confederação Brasileira de Futebol que obriga clubes da Campeonato Brasileiro de futebol - Série A a terem equipes femininas.

## Controvérsias
No final de dezembro de 2023, algumas das jogadoras do Atlético-MG fizeram um desabafo sobre as condições precárias de infraestrutura enfrentadas pelo time de futebol feminino. Essas atletas relataram dificuldades relacionadas ao treinamento e ao uso de materiais esportivos.
"A gente não tem toalha no treino, sabe? Eles não fornecem toalha pra gente tomar banho depois do treino. A gente não pode deixar a chuteira no clube. A gente perdeu o direito de fazer muita coisa ali. Não tem liberdade nenhuma, nenhuma mesmo."
O ano para o Atlético feminino foi marcado por uma montanha-russa de emoções. A equipe alcançou a final do Campeonato Mineiro, e foi vice-campeã do mineiro, perdendo o título para seu rival Cruzeiro. Além disso, sofreu uma eliminação precoce da Supercopa nas mãos do pelo Corinthians. Já no Brasileirão, a campanha foi medíocre, com a equipe flertando perigosamente com o rebaixamento para a Série A2.
O Galo, realiza seus treinamentos na Arena Santa Cruz, um campo de futebol society que também é palco de jogos de futebol amador da capital mineira. No entanto, as condições do campo e do entorno têm sido motivo de reclamações por parte das jogadoras. Elas expressam insatisfação com o estado do gramado e com as instalações do vestiário, o que tem impactado negativamente o seu desempenho e moral.
"A gente não tem toalha no treino, sabe? Eles não fornecem toalha pra gente tomar banho depois do treino. A gente não pode deixar a chuteira no clube. A gente perdeu o direito de fazer muita coisa ali. Não tem liberdade nenhuma, nenhuma mesmo."
Em um relato exclusivo ao ge, algumas jogadoras expressaram preocupação com as condições de treinamento. Elas afirmaram que o campo onde acontece os treinos está fora dos padrões para profissionais, o que tem prejudicado a preparação para as competições. Segundo as atletas, a Arena Santa Cruz, local dos treinos, apresenta vários riscos para quem usa o campo, incluindo canelite, dorsalgia e cãibras.
Além disso, as jogadoras destacaram que, como o campo é aberto ao público, e por isso o vestiário é muito sujo, principalmente o vaso sanitário. Isso tem causado desconforto adicional para as atletas.
Após os treinos na Arena Santa Cruz, as jogadoras se deslocam para a Vila Olímpica, que atualmente funciona como clube recreativo do Atlético. Lá, elas realizam a segunda parte da preparação e também fazem as refeições. Aproximadamente 10 km de distância separam as duas estruturas utilizadas pela equipe.
"Da Vila (Olímpica) o espaço que usamos é a fisioterapia, que foi montada lá, e a academia. Mas nós sentimos como se não fizéssemos parte do clube, porque não temos liberdade nem na Vila Olímpica."
Em um relato adicional ao ge, as atletas destacaram a falta de materiais esportivos adequados. Durante o ano de 2023, asjogadoras do Galo receberam apenas dois kits de uniformes para a disputa de três campeonatos importantes - a Supercopa, o Brasileirão e o Mineiro. Segundo ela, a troca de uniformes era quase impossível, mesmo quando os materiais já estavam desgastados e sem condições de uso. Este relato ressalta a necessidade de fornecer equipamentos esportivos adequados para garantir que as atletas possam competir em seu melhor nível.
"Eles deram dois (kits) para o ano todo. Aqueles uniformes de pano mais grosso, sabe? Fora que algumas atletas ganharam uniforme já encardido e com cheiro impregnado - relatou uma das jogadoras."

### Elenco atual
Última atualização: 10 de julho de 2023.

## Títulos
| ESTADUAIS  | ESTADUAIS          | ESTADUAIS                | ESTADUAIS                                             |
|            | Competição         | Títulos                  | Temporadas                                            |
| ---------- | ------------------ | ------------------------ | ----------------------------------------------------- |
|            | Campeonato Mineiro | 9                        | 1983, 2006, 2009, 2010, 2011, 2012, 2020, 2021, 2022, |
| MUNICIPAIS |                    |                          |                                                       |
|            | Competição         | Títulos                  | Temporadas                                            |
|            | Copa BH            | 1                        | 2019                                                  |
|            | TOTAL              | 9 Estaduais 1 Municipais | 9 Estaduais 1 Municipais                              |

 - Campeão invicto